# Franklin Morales
Franklin Miguel Morales (24 de enero de 1986) es un exlanzador venezolano de béisbol profesional. Anteriormente jugó en Grandes Ligas para los Colorado Rockies entre 2007 y 2011 y en 2014, los Boston Red Sox entre 2011 y 2013, los Kansas City Royals en 2015 y los Toronto Blue Jays en 2016. También jugó con los Acereros de Monclova en la Liga Mexicana de Béisbol. Se desempeñó principalmente como relevista.

## Carrera profesional

### Colorado Rockies
Morales, poseedor de un brazo de poder, hizo su debut en las Grandes Ligas el 18 de agosto de 2007 frente a Los Angeles Dodgers, lanzando 5 1⁄3 entradas y permitiendo una carrera, terminando el juego sin decisión. En 2007, Morales fue seleccionao al Juego de las Futuras Estrellas realizado en el AT&T Park de San Francisco. Morales realizó un total de ocho aperturas en 2007, finalizando con marca de 3-2 y 3.43 de efectividad. Fue parte de la plantilla de 25 jugadores que los Rockies llevaron a la postemporada, donde el equipo alcanzó la Serie Mundial por primera vez en su historia, perdiendo frente a los Medias Rojas de Boston en cuatro juegos.
El 29 de abril de 2008, Morales fue bajado a la filial Clase AAA de los Rockies, los Colorado Springs Sky Sox, luego de mostrar un pobre rendimiento a inicios de la temporada. Durante 2008, Morales realizó cinco aperturas en las mayores, obteniendo marca de 1-2 con 6.39 de efectividad.
En los entrenamientos primaverales de 2009, Morales lideró a los lanzadores en pickoffs, con cinco, en 28 entradas lanzadas. Inició la temporada regular en la rotación abridora, pero al mostrar problemas en su rendimiento, fue enviado a Clase AAA. Los Rockies lo llamaron el 7 de julio, a partir de entonces realizando labores de relevista. En 2009 Morales finalizó la temporada con 40 apariciones (dos aperturas) y marca de 3-2 con 4.50 de efectividad.
En 2010, Morales participó en 35 juegos como relevista, en donde obtuvo marca de 0-4 y efectividad de 6.28.
Morales inició la temporada 2011 con los Rockies, realizando 14 relevos y obteniendo marca de 0-1 con 3.86 de efectividad.

### Boston Red Sox

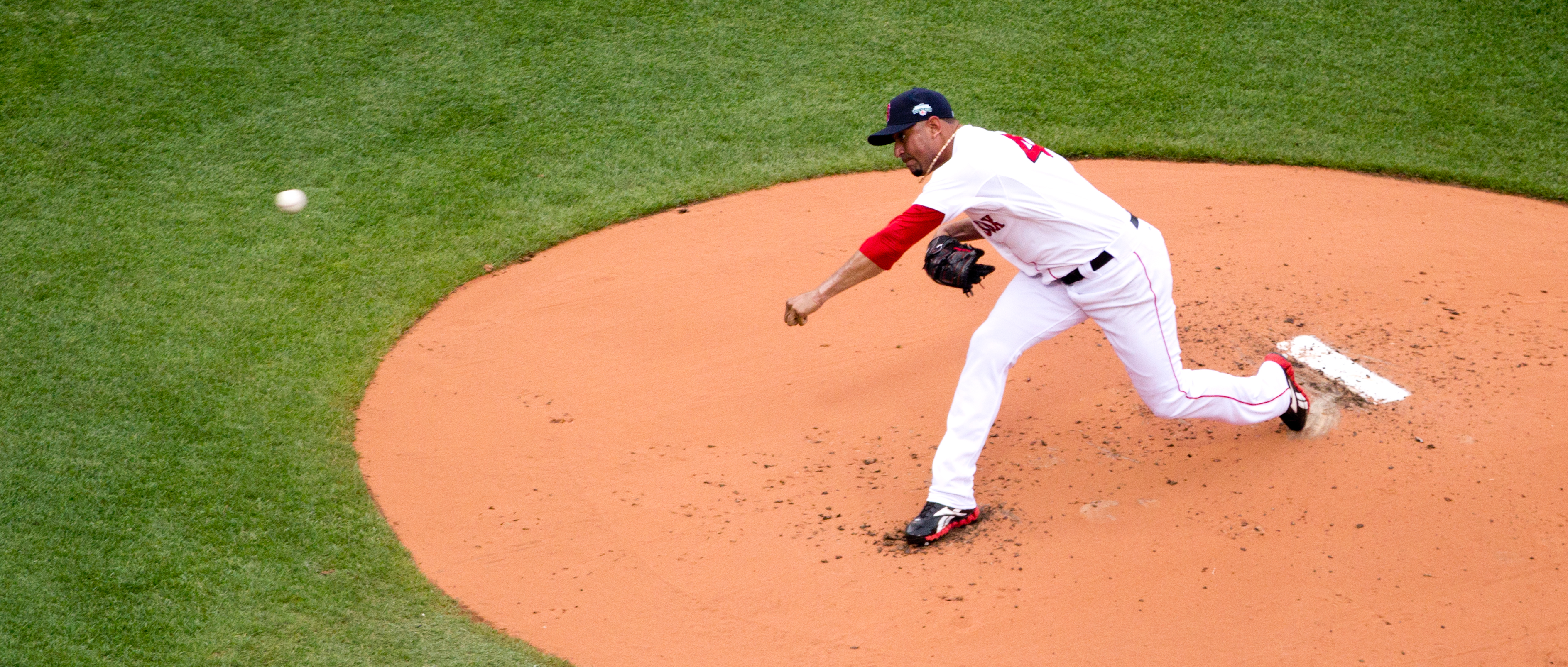
Franklin Morales en el Fenway Park en 2012.

El 19 de mayo de 2011, Morales fue transferido a los Medias Rojas de Boston por un jugador a ser nombrado o consideraciones económicas. El 22 de mayo debutó con los Medias Rojas en un juego frente a los Cachorros de Chicago. Finalizó la temporada 2011 realizando 36 relevos para los Medias Rojas, obteniendo marca de 1-1 y 3.62 de efectividad. Combinando su rendimiento en 2011 para ambos equipos en los que jugó, registró 50 apariciones y una marca de 1-2 con 3-69 de efectividad.
El 16 de enero de 2012, Morales firmó un contrato de un año y 850 mil dólares con los Medias Rojas, evitando el arbitraje. Durante la temporada de 2012, hizo 37 apariciones (nueve aperturas) en donde obtuvo marca de 3-4 con 3.77 de efectividad. Cerca del final de temporada, fue diagnosticado con una lesión en el hombro. Antes de la lesión se había establecido en la rotación abridora de los Medias Rojas, rol para el cual entrenó al recuperarse de su lesión.
En 2013, Morales hizo 20 apariciones (una apertura) obteniendo marca de 2-2 y 4.62 de efectividad. Participó en tres juegos de la postemporada, el último de ellos reemplazando a Clay Buchholz en el sexto juego de la American League Championship Series frente a los Tigres de Detroit. Morales entró en la sexta entrada con los Medias Rojas al frente 1-0 y dos corredores en base, y enfrentó a Prince Fielder, otorgándole una base por bolas con cuatro lanzamientos, para posteriormente permitir un hit de dos carreras a Victor Martínez. Morales fue reemplazado por Brandon Workman, quien finalizó la entrada sin mayor complicación. Los Red Sox ganaron el juego gracias a un grand slam de Shane Victorino en la séptima entrada. Morales no lanzó en la Serie Mundial, la cual los Medias Rojas ganaron frente a los St. Louis Cardinals.

### Colorado Rockies (segundo ciclo)
El 18 de diciembre de 2013, Morales fue transferido de vuelta a los Rockies de Colorado junto al lanzador de ligas menores Chris Martin, a cambio del utility Jonathan Herrera.
Después de actuar principalmente como relevista con los Medias Rojas, Morales regresó al rol de abridor con los Rockies al iniciar la temporada 2014. Hizo su debut el 3 de abril, lanzando 5 1⁄3 entradas y permitiendo tres carreras y ocho hits en un juego sin decisión frente a los Marlins de Miami.

### Kansas City Royals
El 19 de febrero de 2015, Morales firmó un contrato de ligas menores con los Reales de Kansas City.

### Milwaukee Brewers
El 5 de marzo de 2016, Morales firmó un contrato de ligas menores con los Cerveceros de Milwaukee. Fue dejado en libertad el 28 de marzo de 2016.

### Toronto Blue Jays
El 2 de abril de 2016, Morales firmó un contrato de un año y $2 millones con los Azulejos de Toronto.
El 7 de abril de 2016 fue incluido en la lista de lesionados de 15 días debido a fatiga en su hombro, y el 13 de junio fue transferido a la lista de 60 días para disponer de un cupo en la plantilla.
El 9 de agosto de 2016, Morales fue dejado en libertad por los Azulejos. La decisión del club se produjo luego de que el criollo no fuera tomado por algún equipo de las Grandes Ligas tras ser puesto en asignación el pasado 1 de agosto.

### Acereros de Monclova
El 23 de junio de 2017, Morales se unió a los Acereros de Monclova de la Liga Mexicana de Béisbol.